# Banát (pohoří)

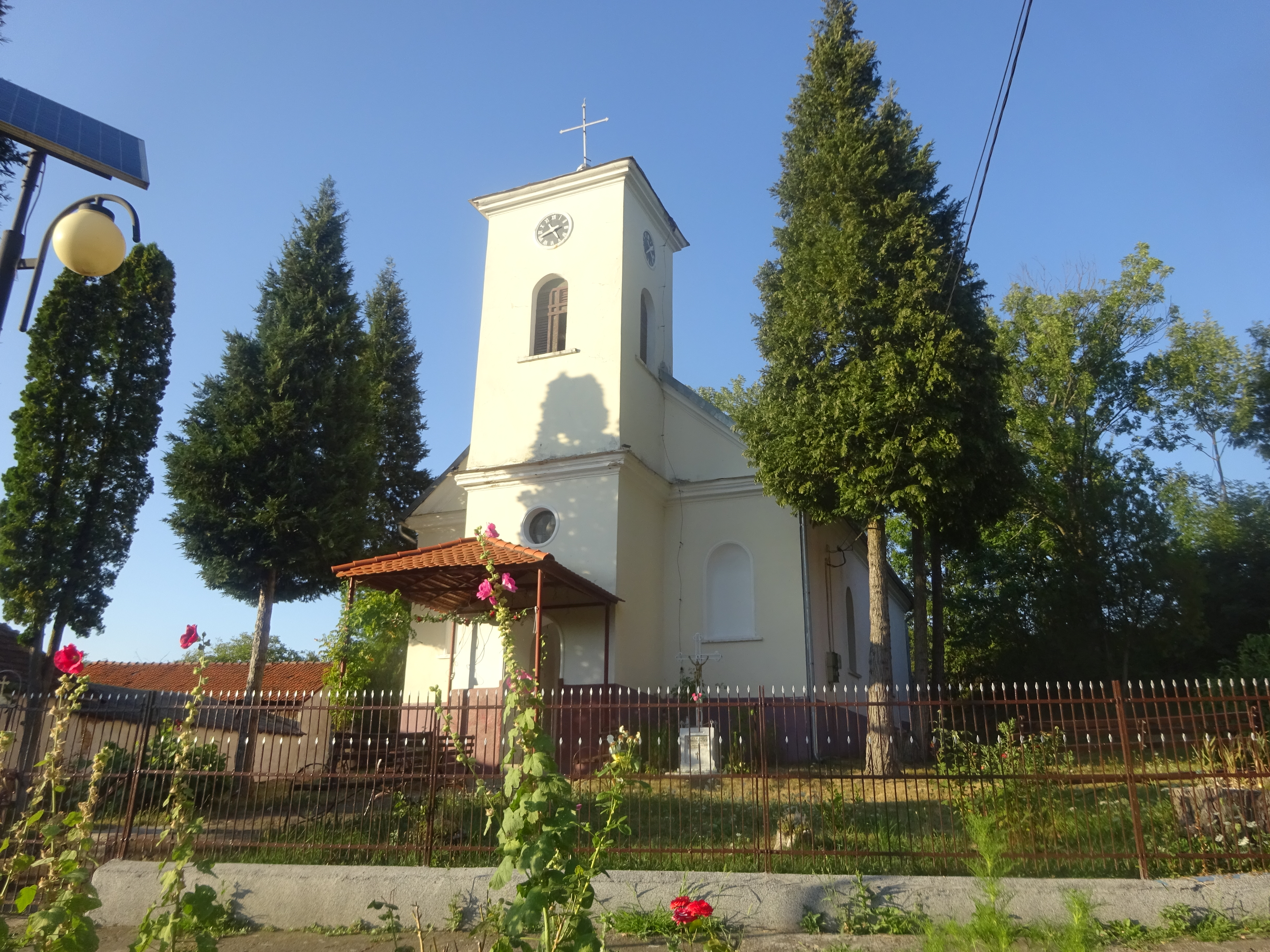
Funkční kostel v Šumici

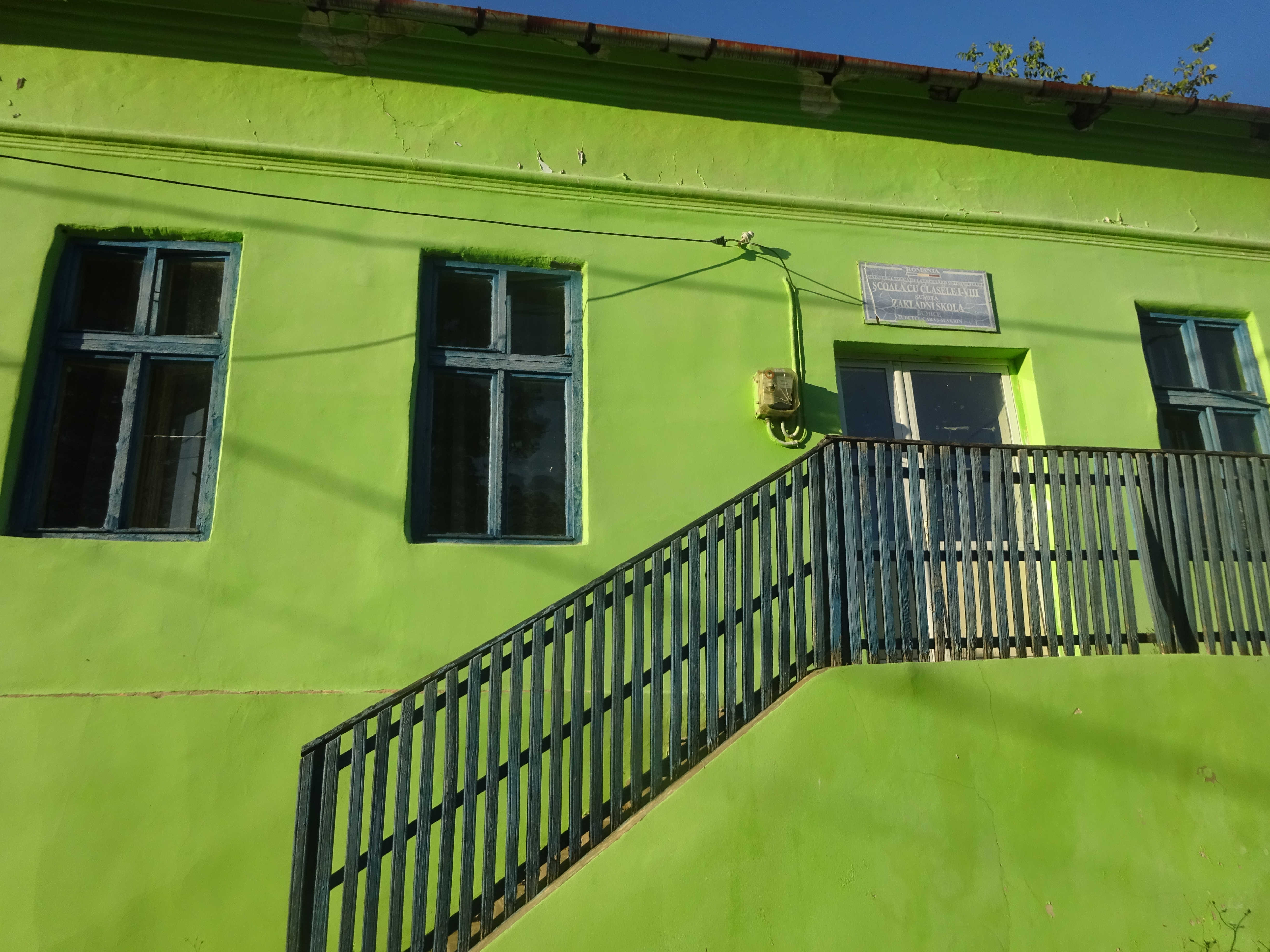
Zaniklá škola v Šumici

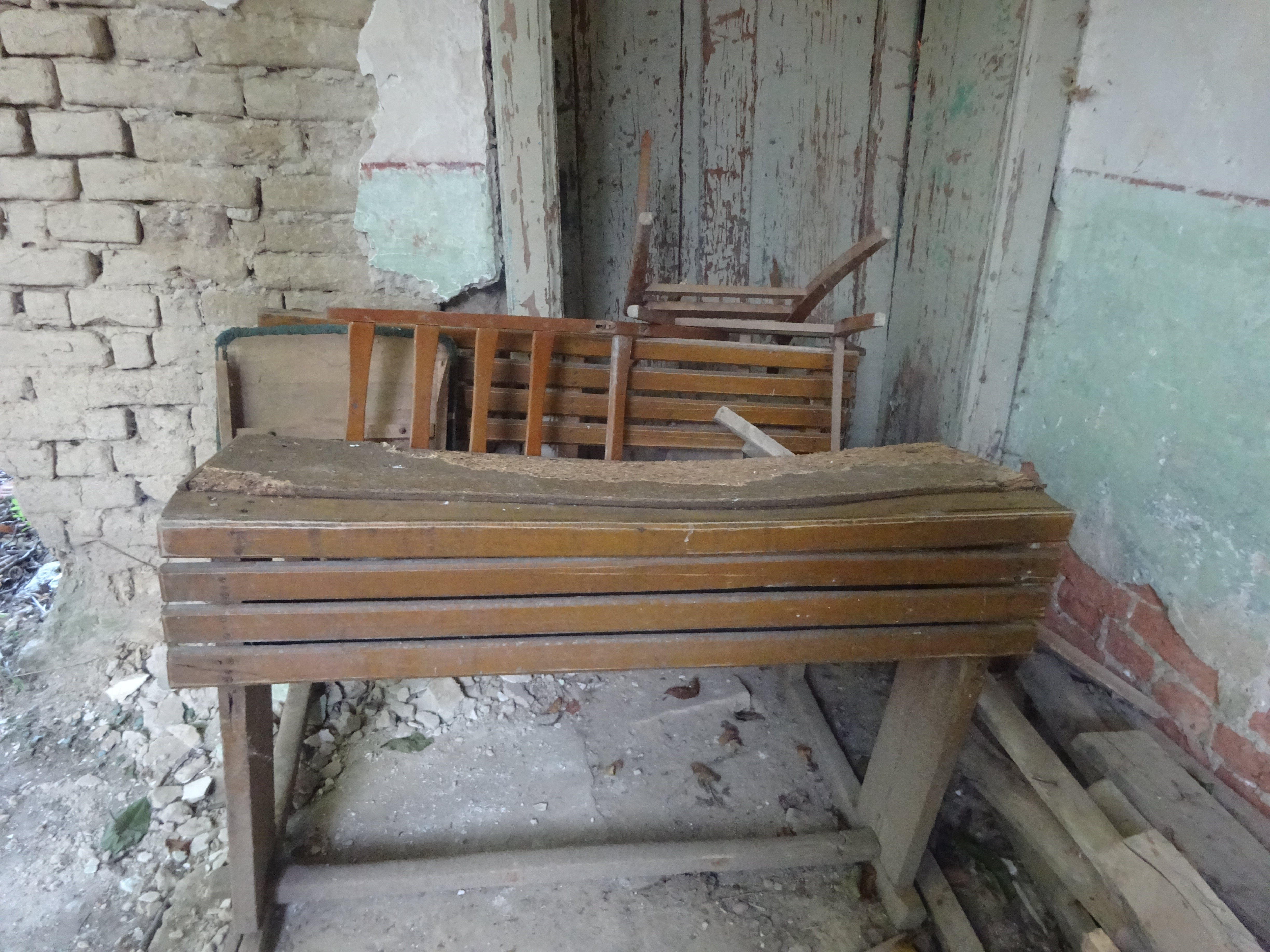
Škamna před zaniklou školou v Šumici

Banát nebo Banátské hory (rumunsky Munții Banatului, srbsky Banatske planine/Банатске планине) je pohoří v jihozápadním Rumunsku s malým přesahem do Srbska (Vršac). Patří do rumunských Západních Karpat, tvoří jejich nejjižnější oblast. Od Poiany Rusky na severu je oddělen řekou Timiș. Její severojižní údolí (a za průsmykem Porta Orientală (540 m) navazující údolí Cerné) odděluje Banát od jeho východních sousedů, pohoří Țarcu, Cerna a Mehedinți (všechna tři patří k Jižním Karpatům). Na jihu je Banát ohraničen Dunajem, který zde soutěskou Železná vrata proráží k východu. Horské celky Miroč a Severni Kučaj na druhém břehu Dunaje už řadíme k Srbským Karpatům. Na západě a severozápadě spadá Banát do Panonské pánve.
Nejvyšší horou je Semenic (1446 m). Banát je bohatý na krasové jevy, najdeme zde jeskyně a soutěsky, výraznou atrakcí je např. soutěska řeky Nery (Cheile Nerei). Podnebí je teplejší než v jiných rumunských pohořích, jsou zde teplomilná společenstva, listnaté lesy, k zoologickým zajímavostem patří výskyt zmije růžkaté. Centrální část pohoří je chráněna dvěma navazujícími národními parky: NP Cheile Nerei-Beușnița a NP Semenic-Cheile Carașului.
Největším městem v Banátských horách je Reșița. Dalšími centry a východisky jsou Caransebeș na severovýchodním okraji, Oravița na západě a Moldova Nouă a Orșova na jihu u Dunaje. Osídlení je národnostně smíšené, v jižní části nad Dunajem je v horách i několik českých vesnic.

## Členění
- Munții Dognecei (Dognečské hory, Culmea Poeții, 617 m) – západně od Reșice
- Munții Semenic (Semenic, 1446 m) – východně od Reșice
- Munții Aninei (Aninské hory, Leordiș, 1160 m) – jižně od Reșice
- Munții Locvei (Lokevské hory, Corhanul Mare, 735 m) – jihozápadní cíp nad Novou Moldovou, mezi řekou Nera a Dunajem
- Munții Almăjului (Almăj, Svinecea Mare, 1224 m) – jihovýchodní cíp Banátu nad Dunajem a Cernou
- Culoarul Timiș-Cerna (Timišsko-černěnský kuloár)
  - Depresiunea Almăj (Almažská sníženina)
- Dealurile Carașului (Karašská pahorkatina)

## Externí odkazy

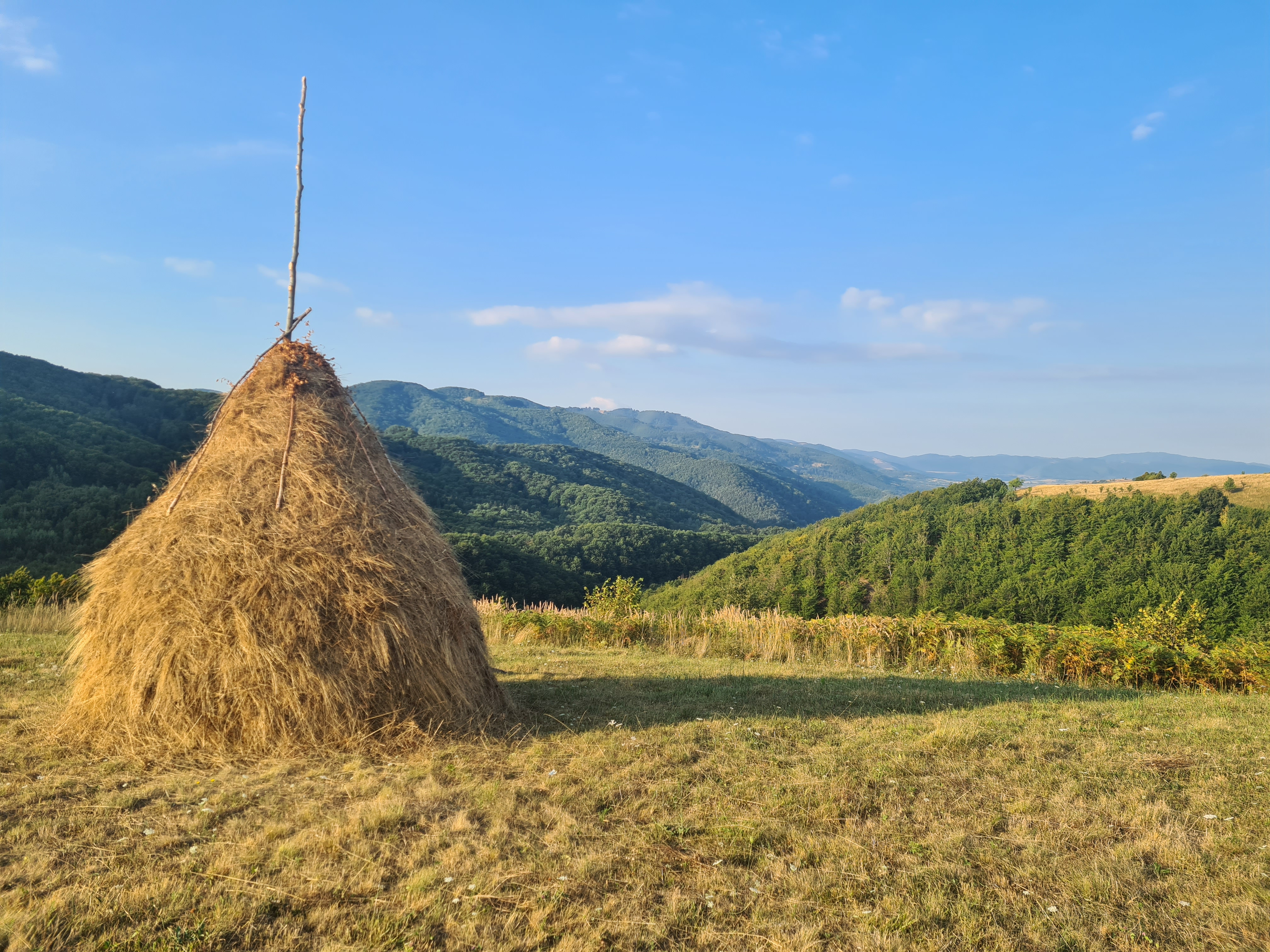
Krajina nad českou vesnicí Šumice